# Puchar Sześciu Narodów U-20 2019
Puchar Sześciu Narodów U-20 2019 – dwunasta edycja Pucharu Sześciu Narodów U-20, międzynarodowych rozgrywek w rugby union dla reprezentacji narodowych do lat dwudziestu. Zawody odbyły się w dniach 1 lutego – 15 marca 2019 roku, a zwyciężyła w nich reprezentacja Irlandii, która pokonała wszystkich rywali i tym samym zdobyła dodatkowo Wielkiego Szlema.

## Mecze
| 1 lutego 201921:00 | Irlandia U-20                                                                             | 35:27(20:24) | Anglia U-20                                                                                    | Irish Independent Park, Cork Sędzia: Ludovic Cayre |
| 1 lutego 201921:00 | Cormac Foley 5 (P) Dylan Tierney-Martin 10 (2P) Harry Byrne 15 (3pd 3K) Scott Penny 5 (P) | 35:27(20:24) | Cadan Murley 5 (P) Josh Hodge 5 (P) Marcus Smith 9 (3pd K) Tom Hardwick 3 (K) Tom Willis 5 (P) | Irish Independent Park, Cork Sędzia: Ludovic Cayre |

| 1 lutego 201914:15 | Szkocja U-20                                                                     | 22:32(3:11) | Włochy U-20                                                                                                | Netherdale, Galashiels Sędzia: Adam Jones |
| 1 lutego 201914:15 | Charlie Jupp 5 (P) Connor Boyle 5 (P) Ross Thompson 7 (2pd K) Rufus McLean 5 (P) | 22:32(3:11) | Federico Mori 5 (P) Jacopo Trulla 5 (P) Matteo Nocera 5 (P) Niccolò Taddia 5 (P) Paolo Garbisi 12 (3pd 2K) | Netherdale, Galashiels Sędzia: Adam Jones |

| 3 lutego 201916:45 | Francja U-20                                                                                               | 32:10(17:10) | Walia U-20                           | Stade de la Rabine, Vannes Sędzia: Ben Blain |
| 3 lutego 201916:45 | Killan Geraci 5 (P) Louis Carbonel 12 (3pd 2K) Matthis Lebel 5 (P) Sacha Zegueur 5 (P) Vincent Pinto 5 (P) | 32:10(17:10) | Cai Evans 5 (pd K) Joe Roberts 5 (P) | Stade de la Rabine, Vannes Sędzia: Ben Blain |

| 8 lutego 201914:15 | Szkocja U-20       | 5:24(0:10) | Irlandia U-20                                                                           | Netherdale, Galashiels Sędzia: Andrea Piardi |
| 8 lutego 201914:15 | Connor Boyle 5 (P) | 5:24(0:10) | Dylan Tierney-Martin 5 (P) Harry Byrne 9 (3pd K) John Hodnett 5 (P) Jonathan Wren 5 (P) | Netherdale, Galashiels Sędzia: Andrea Piardi |

| 9 lutego 201917:45 | Anglia U-20                                                                     | 31:19(17:12) | Francja U-20                                                    | Sandy Park, Exeter Sędzia: Craig Evans |
| 9 lutego 201917:45 | Marcus Smith 2 (pd) Ollie Sleightholme 5 (P) Olly Adkins 5 (P) Tom Willis 5 (P) | 31:19(17:12) | Jordan Joseph 5 (P) Julien Delbouis 5 (P) Louis Carbonel 2 (pd) | Sandy Park, Exeter Sędzia: Craig Evans |

| 10 lutego 201915:00 | Włochy U-20                                                | 12:42(0:21) | Walia U-20 | Stadio Danilo Martelli, Mantua Sędzia: Sam Grove-White |
| 10 lutego 201915:00 | Jacopo Trulla 5 (P) Michael Mba 5 (P) Paolo Garbisi 2 (pd) | 12:42(0:21) | Cai Evans 8 (4pd) Dafydd Buckland 5 (P) Ed Scragg 5 (P) Ioan Davies 5 (P) Sam Costelow 4 (2pd) Taine Basham 15 (3P) | Stadio Danilo Martelli, Mantua Sędzia: Sam Grove-White |

| 22 lutego 201915:15 | Włochy U-20                                                     | 14:34(0:17) | Irlandia U-20                                                                                                | Stadio Centro d’Italia, Rieti Sędzia: Craig Evans |
| 22 lutego 201915:15 | Marco Butturini 5 (P) Matteo Nocera 5 (P) Paolo Garbisi 4 (2pd) | 14:34(0:17) | Ben Healy 2 (pd) Craig Casey 10 (2P) David Hawkshaw 5 (P) Dylan Tierney-Martin 5 (P) Harry Byrne 12 (3pd 2K) | Stadio Centro d’Italia, Rieti Sędzia: Craig Evans |

| 22 lutego 201916:45 | Walia U-20                        | 11:10(0:3) | Anglia U-20                                               | Stadiwm Zip World, Colwyn Bay Sędzia: Sean Gallagher |
| 22 lutego 201916:45 | Cai Evans 6 (2K) Deon Smith 5 (P) | 11:10(0:3) | Josh Hodge 2 (pd) Kieran Wilkinson 3 (K) Rusi Tuima 5 (P) | Stadiwm Zip World, Colwyn Bay Sędzia: Sean Gallagher |

| 22 lutego 201916:00 | Francja U-20 | 42:27(21:17) | Szkocja U-20                                                                       | Stade du Hameau, Pau Sędzia: Christophe Ridley |
| 22 lutego 201916:00 | Eli Eglaine 5 (P) Jordan Joseph 10 (2P) Jules Favre 5 (P) Mathieu Smaili 12 (6pd) Vincent Pinto 5 (P) Yoram Moefana 5 (P) | 42:27(21:17) | Angus Fraser 5 (P) Jack Blain 10 (2P) Robbie McCallum 5 (P) Ross Thompson 7 (P pd) | Stade du Hameau, Pau Sędzia: Christophe Ridley |

| 8 marca 201914:15 | Irlandia U-20                                                  | 31:29(13:14) | Francja U-20                                                               | Irish Independent Park, Cork Sędzia: Craig Maxwell-Keys |
| 8 marca 201914:15 | Ben Healy 16 (2pd 4K) Callum Reid 5 (P) Josh Wycherley 10 (2P) | 31:29(13:14) | Jean-Baptiste Gros 5 (P) Kevin Viallard 5 (P) Louis Carbonel 19 (2P 3pd K) | Irish Independent Park, Cork Sędzia: Craig Maxwell-Keys |

| 8 marca 201916:45 | Szkocja U-20                                                                                           | 27:20(19:6) | Walia U-20                                                    | Meggetland, Edynburg Sędzia: Joy Neville |
| 8 marca 201916:45 | Connor Boyle 5 (P) Jack Blain 5 (P) Robbie McCallum 5 (P) Rory McMichael 5 (P) Ross Thompson 7 (2pd K) | 27:20(19:6) | Cai Evans 10 (2pd 2K) Sam Costelow 5 (P) Will Griffiths 5 (P) | Meggetland, Edynburg Sędzia: Joy Neville |

| 8 marca 201915:00 | Anglia U-20 | 35:10(12:10) | Włochy U-20                               | Goldington Road, Bedford Sędzia: Nikoloz Amashukeli |
| 8 marca 201915:00 | Josh Hodge 10 (2pd 2K) Kieran Wilkinson 7 (P pd) Manu Vunipola 3 (K) Ollie Fox 5 (P) Ollie Sleightholme 5 (P) Tom Seabrook 5 (P) | 35:10(12:10) | Federico Mori 5 (P) Michele Peruzzo 5 (P) | Goldington Road, Bedford Sędzia: Nikoloz Amashukeli |

| 15 marca 201913:30 | Włochy U-20                                                                            | 31:35(5:14) | Francja U-20 | Stadio Lamarmora, Biella Sędzia: Ben Blain |
| 15 marca 201913:30 | Andrej Marinello 10 (2P) Giacomo da Re 6 (3pd) Jacopo Trulla 5 (P) Michael Mba 10 (2P) | 31:35(5:14) | Ethan Dumortier 5 (P) Kevin Viallard 5 (P) Mathieu Smaili 10 (5pd) Maxence Lemardelet 5 (P) Vincent Pinto 5 (P) Yoram Moefana 5 (P) | Stadio Lamarmora, Biella Sędzia: Ben Blain |

| 15 marca 201914:45 | Walia U-20                                              | 17:26(10:7) | Irlandia U-20 | Stadiwm Zip World, Colwyn Bay Sędzia: Christophe Ridley |
| 15 marca 201914:45 | Aneurin Owen 5 (P) Cai Evans 7 (2pd K) Jac Morgan 5 (P) | 17:26(10:7) | Ben Healy 4 (2pd) Colm Reilly 5 (P) Dylan Tierney-Martin 5 (P) Jake Flannery 2 (pd) Jonathan Wren 5 (P) Tom Clarkson 5 (P) | Stadiwm Zip World, Colwyn Bay Sędzia: Christophe Ridley |

| 15 marca 201917:00 | Anglia U-20 | 45:7(12:7) | Szkocja U-20                                | Franklin’s Gardens, Northampton Sędzia: Sean Gallagher |
| 15 marca 201917:00 | Aaron Hinkley 5 (P) Alfie Barbeary 5 (P) Alfie Petch 5 (P) Arron Reed 5 (P) Cameron Redpath 5 (P) Manu Vunipola 10 (5pd) Tom de Glanville 5 (P) Tom Willis 5 (P) | 45:7(12:7) | Cameron Anderson 5 (P) Ross Thompson 2 (pd) | Franklin’s Gardens, Northampton Sędzia: Sean Gallagher |